# Коте Шёрёш, Йожеф
Йожеф Коте Шёрёш  (венг. Kóté Sörös József; 1927, Монор — 1959, Будапешт) — венгерский цыган, слесарь, жестянщик, ремесленник, музыкант. Активный участник антикоммунистического Венгерского восстания 1956 года. После подавления восстания эмигрировал, но возвратился, поверив объявленной амнистии. Был арестован, предан суду и казнён. В современной Венгрии считается одним из героев революции.

## Происхождение и работа
Родился в многодетной цыганской семье. Отец был музыкантом, мать — подёнщицей и разнорабочей. Один из братьев Йожефа был убит салашистами.
Окончил четыре класса начальной школы. Работал клепальщиком горнозаводского оборудования. В 1948—1951 служил в армии ВНР, подвергался дисциплинарным взысканиям.
В 1952 Йожеф Коте Шёрёш вступил в ВПТ. Работал слесарем и жестянщиком. Был женат, имел троих детей. В 1954 Йожеф Коте Шёрёш подвергался уголовному преследованию. После этого работал странствующим ремесленником и музыкантом. В цыганской среде был известен под прозвищем Holi.

## Восстание, суд, казнь
В октябре 1956 года Йожеф Коте Шёрёш — подобно многим венгерским рома, особенно из бедных семей — поддержал антикоммунистическое Венгерское восстание. Был одним из лидеров повстанческого движения в Моноре, участвовал в боях в Будапеште. Обвинялся в причастности к линчеваниям коммунистов и сотрудников госбезопасности.
После подавления восстания Йожеф Коте Шёрёш сумел скрыться и в декабре пробрался в Австрию. В марте 1957 власти ВНР объявили об амнистии, после чего Коте вернулся в Венгрию. Однако 18 июля 1957 года он был арестован и предан суду в месте с группой других повстанцев, включая Марию Витнер и Каталин Стикер. Власти придали процессу принципиальный показательный характер. Суд вынес несколько смертных приговоров, три из которых были приведены в исполнение. Йожеф Коте Шёрёш был казнён 26 февраля 1959 года вместе с Каталин Стикер и Йожефом Тотом.
После демонтажа коммунистического режима в Венгрии Йожеф Коте Шёрёш считается одним из героев революции, причисляется к знаковым фигурам цыганского участия в восстании.